# Rudolph Arnold Maas Geesteranus
Rudolph Arnold Maas Geesteranus, né le 20 janvier 1911 à La Haye (Pays-Bas) et mort le 18 mai 2003  à Oegstgeest est un mycologue néerlandais.